# Nowa Wieś (gmina Ciechanów)
Nowa Wieś – wieś w Polsce położona w województwie mazowieckim, w powiecie ciechanowskim, w gminie Ciechanów.
Wieś nie ma statusu sołectwa.
W latach 1975–1998 miejscowość należała administracyjnie do województwa ciechanowskiego.
Obok miejscowości przepływa niewielka rzeka Rosica, dopływ Wkry.